# Металевий шторм: Крах Джаред-Сіна
«Металевий шторм: Крах Джаред-Сіна» (англ. Metalstorm: The Destruction of Jared-Syn) — американський фантастичний бойовик 1983 року.

## Сюжет
На місці зниклого міста Сет утворилася пустеля з печерами. В одних живуть кочівники, в інших — добуваються кристали чудодійної сили. Шляхом обману ватажком кочівників стає авантюрист з багатого роду Джаред-Сін. Він заволодів великим кристалом — акумулятором життєвої енергії і «заряджає» його, вбиваючи людей або перетворює їх на рабів-мутантів. Ставши володарем пустелі, він знищує всіх, хто з'являється на його території. З Вашингтона на пошуки і для знищення Джаред-Сіна направляється рейнджер Доген. Чарівна Дайана, батька якої убив злий Джаред-Сін і колишній сищик Родос, який знає дорогу, допомагають Догену проникнути туди, де раніше було місто Сет і перемогти Джаред-Сіна.

## У ролях
- Джеффрі Байрон — Доген
- Майкл Престон — Джаред-Сін
- Тім Томерсон — Родос
- Келлі Престон — Дхіана
- Річард Молл — Юрок
- Р. Девід Сміт — Баал
- Ларрі Пеннелл — Екс
- Марті Загон — Закс
- Мікі Фокс — Покер Енні
- Вільям Джонс — лейтенант Ваала
- Вінстон Джонс — Химера
- Майк Джонс — шахтар 1
- Майкл С. Волтер — шахтар 2
- Рік Міліті — шахтар 3
- Спід Стернс — циклоп
- Лу Джозеф — циклоп ув'язнений
- Раш Адамс — циклоп / кочівник
- Майкл Кессіді — циклоп / кочівник
- Тоні Чичері — циклоп / кочівник
- Ларрі Хоу — циклоп / кочівник
- Том Джейкобс — циклоп / кочівник
- Рональд С. Росс — циклопічних / кочівник
- Аннабелль Ларсен — Сирена
- Тоні Маргуліс — кочівник, в титрах не вказаний